# Andecaus
Els andecaus o andes (llatí: Andecavi o Andes) foren una tribu de gals que vivia a Armòrica i es va unir a la revolta de Vercingetorix el 52 aC, i anys més tard, a la rebel·lió de Julius Sacrovir el 21 aC. Els seus dominis eren a la vall baixa del Loire, a l'oest dels túrons. La seva capital fou Juliomagus (Civitas Andecavorum, avui Angers). Del seu nom se'n derivà més tard el del comtat d'Anjou.
L'etnònim Andecavi podria significar « els del gran buit », del gal -ande, partícula intensiva, i -cavi, « buit ». Altres fonts apunten com a traducció « els grans herois » o « els grans gegants », a partir de la hipòtesi ande-cav[ar]os (on -cawr és "gegant" o "campió").